# Angles du Milieu

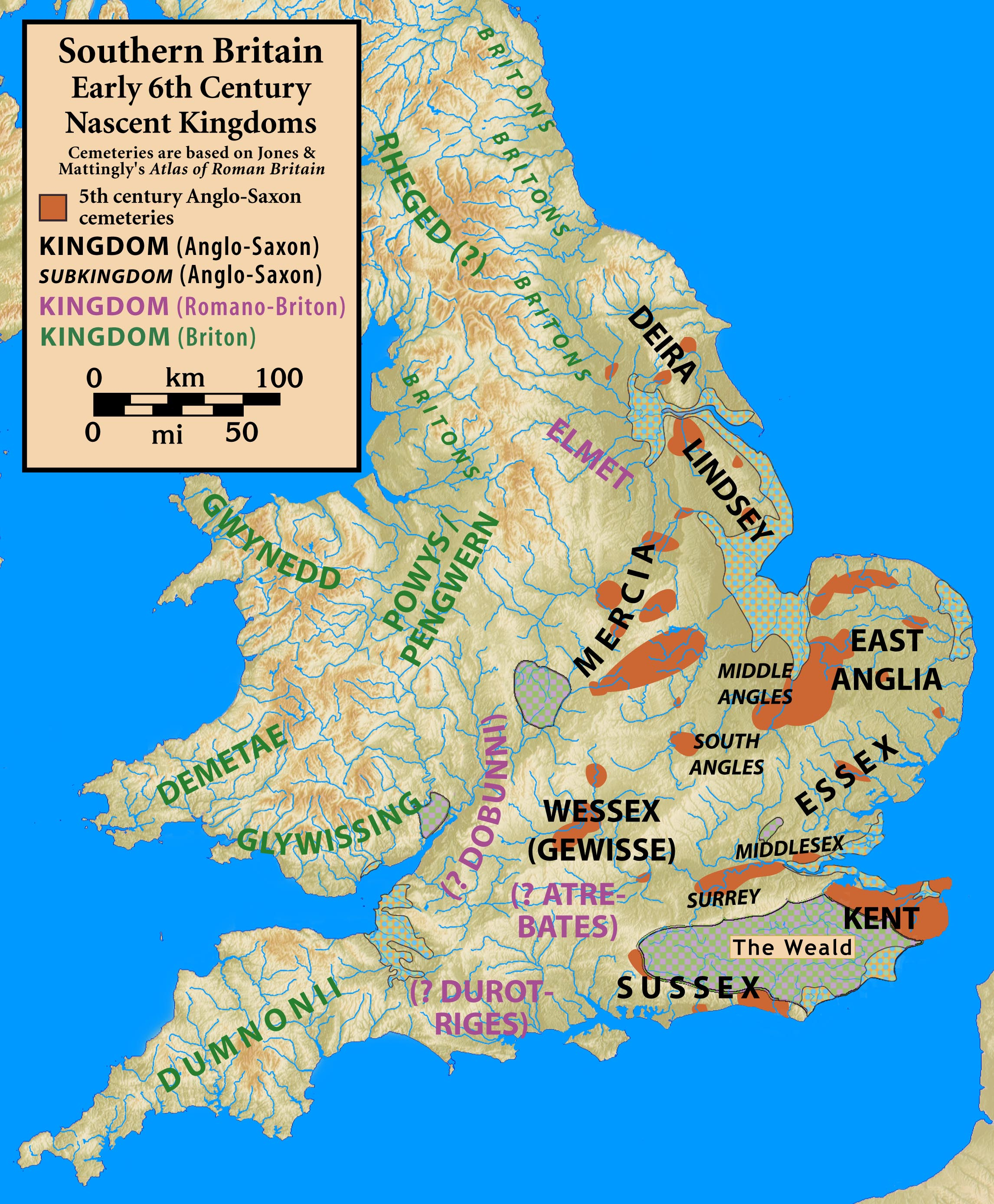
Peuples et royaumes du sud de la Grande-Bretagne au début du VIe siècle.

Les Angles du Milieu (Middle Angles) sont un peuple anglo-saxon installé dans l'Est des actuels Midlands, autour de l'actuel Leicestershire, entre les royaumes de Mercie et d'Est-Anglie. Plutôt que d'un peuple à part entière, il s'agit peut-être plutôt d'un ensemble de peuples divers ayant conservé des identités distinctes, à en juger par la liste du Tribal Hidage.
Bède le Vénérable rapporte que vers 653, le roi Penda de Mercie place son fils Peada à la tête des Angles du Milieu. On ignore la nature de leur gouvernement avant cette date. Bède indique également que Peada cherche à se marier avec Alhflæd, la fille du roi Oswiu de Northumbrie, qui consent au mariage à condition que Peada et son peuple se convertissent au christianisme, alors même que la Mercie est encore païenne. Après la mort de Peada, on ne connaît plus de roi des Angles du Milieu, mais le fait qu'ils aient conservé leur propre évêque à Leicester semble indiquer un certain degré d'autonomie préservé. Comme les autres peuples soumis à la Mercie, les Angles du Milieu semblent avoir été absorbés par ce royaume au cours du VIIIe siècle.